# Pérola
|  | No s'ha de confondre amb Perola. |

Pérola és una possessió de Llucmajor, Mallorca, situada al nord del terme municipal, a la zona muntanyosa, prop de la carretera que uneix Llucmajor amb Porreres. Confronta amb Míner, Son Frígola i el terme municipal de Porreres.
El topònim Pérola significa probablement pedreta i prové del llatí petrula, que és el diminutiu de petra.
Pérola té una terra que permet el cultiu d'hortalisses i arbres fruiters. En el repartiment, després de la conquesta de Mallorca, les seves terres, probablement l'anomenada alqueria Pilura de 12 jovades, foren donades a l'orde del Temple. El 1307 apareix Pérola en un document que fa referència a la poca aigua que tenia la seva font. El 1396 n'era propietari Huguet Roig. En el segle xvi era propietat de la família Frígola, que també era propietària de les possessions veïnes de Son Frígola i Son Samà.

## Construccions
Les cases velles de Pérola són unes cases de pagès constituïdes per diversos bucs adossats en forma d'"U". Una part, amb dues altures està destinat a l'habitatge humà. La façana principal, que s'orienta al nord-est, presenta una sèrie d'obertures disposades de forma asimètrica. A la planta baixa hi ha el portal d'entrada d'arc de mig punt amb dovelles i llindar, flanquejat per l'empremta d'una finestra allindanada que fou cegada i per un finestró atrompetat. El porxo presenta només una finestra allindanada amb ampit. En destaca la teula canalera que travessa la façana horitzontalment sobre la finestra del porxo. A altres bucs hi ha dependències agropecuàries, com són solls, pallissa, estables, forn, vaqueria, portasses, galliner, colomer i graner. Sobre una d'aquestes dependències hi ha una creu de pedra. Quant a instal·lacions hidràuliques hi ha una cisterna adossada a l'habitatge i un pou aïllat.